# Aeroporto de Jacarepaguá
O Aeroporto de Jacarepaguá - Roberto Marinho, é um aeroporto brasileiro localizado na Barra da Tijuca, no município do Rio de Janeiro, no estado do Rio de Janeiro.

## Histórico
O atual Aeroporto de Jacarepaguá surgiu em meados de 1920, como um campo de pouso auxiliar ao Campo dos Afonsos (Base Aérea dos Afonsos - BAAF (SBAF), da Força Aérea Brasileira) quando este tivesse nebulosidade prejudicial ao tráfego aéreo. O Aeroporto começou a ser edificado em 1969, sendo inaugurado em 19 de janeiro de 1971.

## Localização e características
Está localizado na avenida Ayrton Senna, uma das principais vias da Baixada de Jacarepaguá, e é administrado pela PAX Aeroportos. Seu nome deriva do fato de estar situado na posição geográfica da Baixada de Jacarepaguá – limitada pelo oceano Atlântico e pelos maciços rochosos da Pedra Branca e da Tijuca, a aproximadamente 30 quilômetros do centro da cidade.
A dimensão de sua pista é 900 x 30 metros, sendo mais frequentemente utilizado por particulares, por empresas de propaganda aérea que fazem publicidade nas praias da Barra da Tijuca e na zona sul da cidade, e pelo Aeroclube do Brasil. Dentre as grandes companhias, apenas a Azul tem um balcão de check-in, operando voos regulares para Congonhas, Cabo Frio, Campos dos Goytacazes e Macaé, além de Santos Dumont e Galeão, anteriormente a Gol operou voos através da parceria com Two Flex (atual Azul Conecta). O aeroporto tem sua área patrimonial limitada ao norte pela lagoa de Jacarepaguá, ao sul por uma área de reserva biológica (Bosque da Barra) e, a leste pela Avenida Ayrton Senna (arrendamentos cedidos pela INFRAERO) e a oeste, por terras de terceiros.

## Denominação
Seu nome é derivado da denominação da lagoa às margens da qual está situado, a Lagoa de Jacarepaguá, compreendida entre os maciços da Pedra Branca e da Tijuca.
Em 2008, foi batizado como Roberto Marinho, em homenagem ao jornalista e empresário, proprietário das Organizações Globo.

## Frequência
- Frequência da torre: 118,40 MHz
- Frequência do solo: 121,60 MHz

## Obras
Para os Jogos Pan-americanos de 2007, a pista ganhou iluminação. Além disso, o terminal de passageiros passou por reformas e a torre de controle recebeu um novo sistema de rádio. Em 2015, foi o primeiro aeroporto administrado pela Infraero a receber uma estação meteorológica de superfície alimentado por painéis solares.